# Michal Finger
Michal Finger (Praga, 2 settembre 1993) è un pallavolista ceco, opposto dell'Epicentr-Podoljany.

## Carriera

### Club
La carriera di Michal Finger inizia nella stagione 2008-09 quando entra nel ČZU Praha, militante nella Extraliga ceca, club a cui resta legato per sei annate.
Nella stagione 2014-15 viene ingaggiato dal Friedrichshafen, nella 1. Bundesliga tedesca: in tre annate di permanenza si aggiudica due Coppe di Germania, venendo premiato come MVP nell'edizione 2016-17, lo scudetto 2014-15 e la Supercoppa 2016. Per il campionato 2017-18 veste la maglia del Milano, nella Superlega italiana. Nel campionato seguente approda nella Efeler Ligi turca con lo Ziraat Bankası.
Emigra in quindi nella Volley League greca per la stagione 2019-20, difendendo i colori dell'Olympiakos, mentre nella stagione seguente approda inizialmente all'Al-Arabi, nella Qatar Volleyball League, conquistando la Coppa dell'Emiro prima di rientrare in Italia, giocando il resto dell'annata con la You Energy, in Superlega.
Per il campionato 2021-22 torna a giocare in Qatar, questa volta vestendo la maglia dell'Al-Rayyan; milita nello stesso campionato anche per l'annata seguente, firmando per il Qatar SC. Nella stagione 2023-24 si accasa all'Epicentr-Podoljany, nella Superliha ucraina, con cui vince due Supercoppe, venendo premiato anche come miglior giocatore nell'edizione 2023 e miglior opposto in quella 2024, e due Coppe d'Ucraina.

### Nazionale
Fa la trafila delle nazionali giovanili ceche, giocando in Under-19, Under-20 e Under-21.
Fa il suo esordio in nazionale maggiore nel 2013, anno in cui vince la medaglia di bronzo all'European League, venendo inoltre premiato come miglior attaccante. Nel 2018 si aggiudica la medaglia d'argento all'European Golden League, venendo inoltre insignito del premio come miglior opposto, e alla Volleyball Challenger Cup.

## Palmarès

### Club
- Campionato tedesco: 1

2014-15
- Coppa di Germania: 2

2014-15, 2016-17
- Coppa dell'Emiro: 1

2020
- Coppa d'Ucraina: 2

2023-24, 2024-25
- Supercoppa tedesca: 1

2016
- Supercoppa ucraina: 2

2023, 2024

### Nazionale
- European League 2013
- European Golden League 2018
- Volleyball Challenger Cup 2018

### Premi individuali
- 2013 - European League: Miglior attaccante
- 2017 - Coppa di Germania: MVP
- 2018 - European Golden League: Miglior opposto
- 2023 - Supercoppa ucraina: MVP
- 2024 - Supercoppa ucraina: Miglior opposto